# Friedrich Wilhelm Murnau

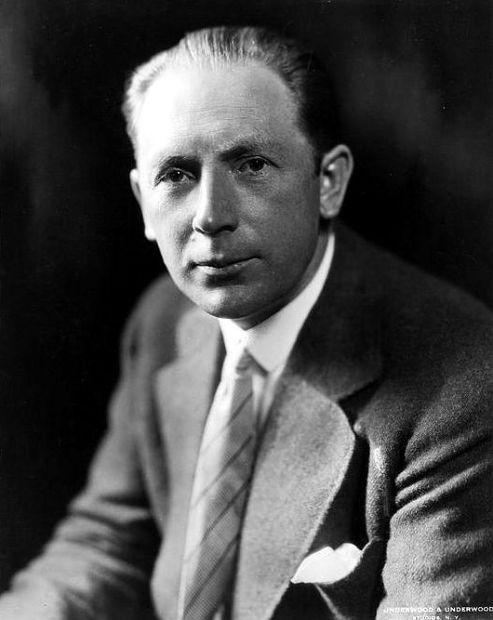
Friedrich Wilhelm Murnau (ca. 1920–1930)

Friedrich Wilhelm Murnau, auch F. W. Murnau, (* 28. Dezember 1888 als Friedrich Wilhelm Plumpe in Bielefeld; † 11. März 1931 in Santa Barbara, Kalifornien) gilt als einer der bedeutendsten deutschen Filmregisseure der Stummfilmära. Sein vom Expressionismus beeinflusstes Schaffen, seine psychologische Bildführung und die von ihm angewandte, damals revolutionäre Kamera- und Montagearbeit eröffneten dem jungen Medium Film neue Möglichkeiten. Zu seinen berühmtesten Werken zählen Nosferatu – Eine Symphonie des Grauens (1922), Der letzte Mann (1924), Faust – eine deutsche Volkssage (1926) und Sonnenaufgang – Lied von zwei Menschen (1927).

## Leben und Werk

### Kindheit, Jugend und Ausbildung
Friedrich Wilhelm Plumpe wuchs in einer wohlhabenden Bürgerfamilie auf; der Vater war Tuchfabrikant, die Mutter Lehrerin. 1892 zog seine Familie nach Kassel um. Von 1898 bis 1902 lebte Plumpe in der Kasseler Elfbuchenstraße. Nach dem Besuch des Gymnasiums in Kassel begann er ein Studium der Philologie und Kunstgeschichte in Berlin und Heidelberg. Dort wurde bei einer Studentenaufführung der berühmte Regisseur Max Reinhardt auf ihn aufmerksam. Reinhardt ermöglichte ihm den Besuch der Max-Reinhardt-Schauspielschule und beschäftigte ihn als Schauspieler und Regieassistenten.
Um 1910 nahm Plumpe den Künstlernamen Friedrich Wilhelm Murnau (nach dem Ort Murnau am Staffelsee) an. Dies war, neben dem künstlerischen Aspekt, ein klares Zeichen für den Bruch mit seinen Eltern, die seine Homosexualität genauso wie seine Schauspiel- und Regieambitionen nicht akzeptieren wollten. Zu seinen Künstlerfreunden gehörten unter anderem die Autorin Else Lasker-Schüler und die expressionistischen Maler der Gruppe Der blaue Reiter.

### Murnau im Ersten Weltkrieg
Am Ersten Weltkrieg nahm Murnau als Leutnant im 1. Garde-Regiment zu Fuß und ab 1917 als Kampfflieger teil, bis er absichtlich oder durch einen Navigationsfehler auf dem Gebiet der neutralen Schweiz landete. Dort wurde er zunächst in Andermatt interniert, konnte aber nach dem Gewinn eines Inszenierungswettbewerbs für das patriotische Schauspiel Marignano am Luzerner Theater arbeiten. Die Kriegserlebnisse waren für Murnau wie für viele seiner Generation prägend; sein damaliger Lebensgefährte Hans Ehrenbaum-Degele fiel an der Ostfront. Einige Kritiker sehen in Filmen wie Nosferatu noch Spuren der Kriegseindrücke.

### Frühe Werke
1919 kehrte Murnau nach Berlin zurück und begann für den Film zu arbeiten. Sein erster Spielfilm, Der Knabe in Blau nach Motiven des Gemäldes The Blue Boy, ist wie auch einige seiner späteren Filme verschollen. Mit dem Film Der Bucklige und die Tänzerin begann eine höchst fruchtbare Zusammenarbeit mit dem Drehbuchautor Carl Mayer, der in der Folge noch für sechs weitere Filme Murnaus die Bücher schrieb. Andere Künstler, mit denen Murnau bevorzugt zusammenarbeitete, sind die Drehbuchautorin Thea von Harbou, der Kameramann Carl Hoffmann und der Schauspieler Conrad Veidt. Sein berühmtester Film aus dieser Zeit ist Nosferatu, eine Symphonie des Grauens von 1922 mit Max Schreck in der Titelrolle, eine Verfilmung von Bram Stokers Dracula, die aber aufgrund von Lizenzproblemen umbenannt werden musste.

### Erfolge in Deutschland

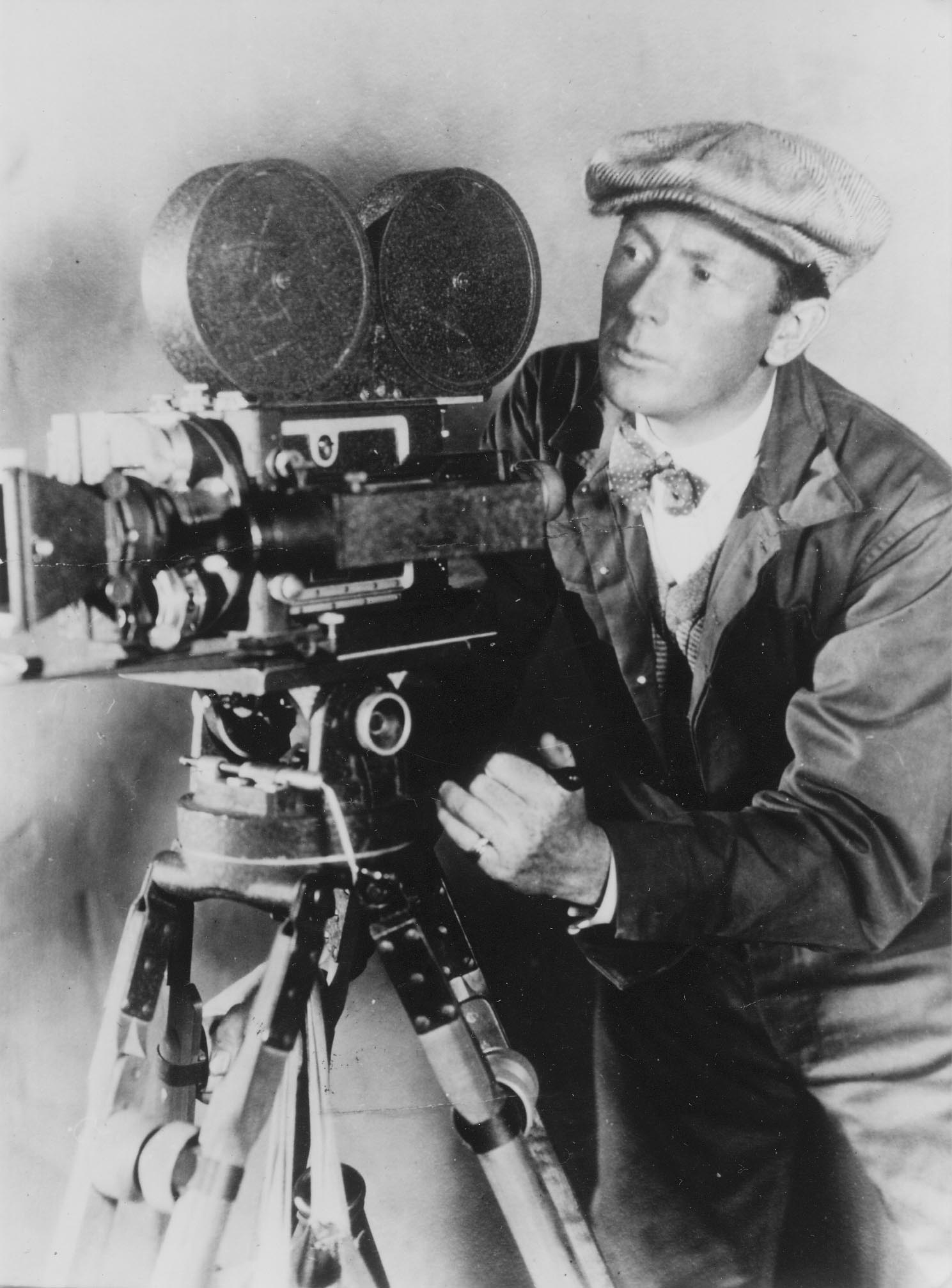
Murnau (1920)

Der Erfolg seiner Filme brachte Murnau einen Vertrag bei der Universum Film (UFA) ein. Für die UFA inszenierte er als erstes 1924 den Film Der letzte Mann, in dem Emil Jannings einen Hotelportier verkörpert, der zum Toilettenmann degradiert wird und daran zerbricht. Die in diesem Film von Murnau und dem Kameramann Karl Freund verwendete „entfesselte“ oder „fliegende“ Kamera befreite die Kamera von ihrer Statik und ermöglichte neue Perspektiven (um z. B. den Rauch einer Zigarette zu verfolgen, schnallte Freund die Kamera an eine Feuerwehrleiter und bewegte diese). Ferner führte Murnau in diesem Film die „subjektive Kamera“ ein, die das Geschehen mit den Augen einer handelnden Person wiedergibt. Murnaus Fähigkeit, mit rein filmischen Mitteln eine Geschichte zu erzählen, zeigt sich auch darin, dass er in diesem Film fast ganz auf Zwischentitel verzichten konnte, was für die Stummfilmzeit ungewöhnlich ist. Die Reihe seiner in Deutschland geschaffenen Filme schloss Murnau 1926 mit Tartüff nach Molière und Faust – eine deutsche Volkssage ab.

### Murnau in den Vereinigten Staaten

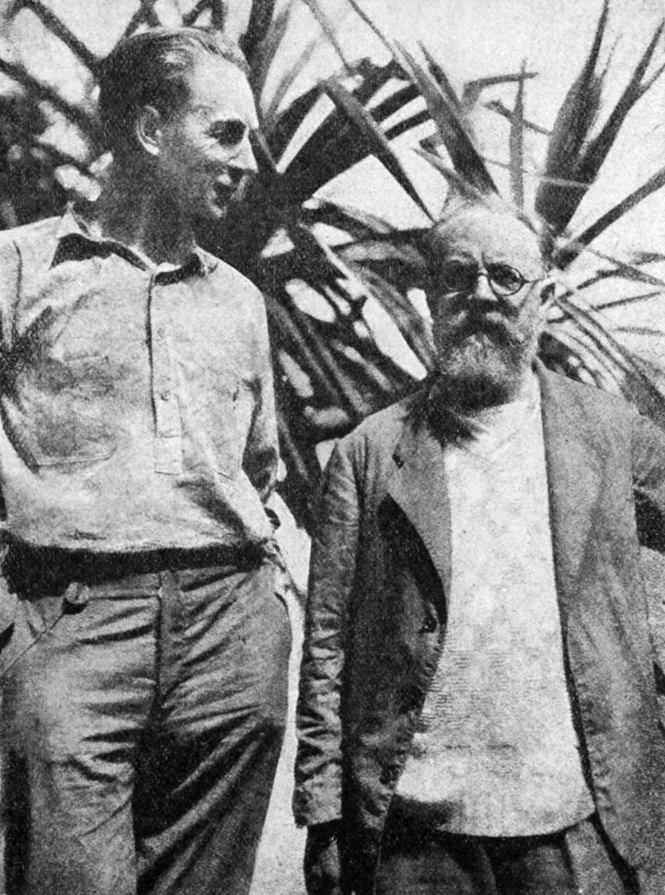
Murnau (l.) auf Tahiti mit Henri Matisse (1930)

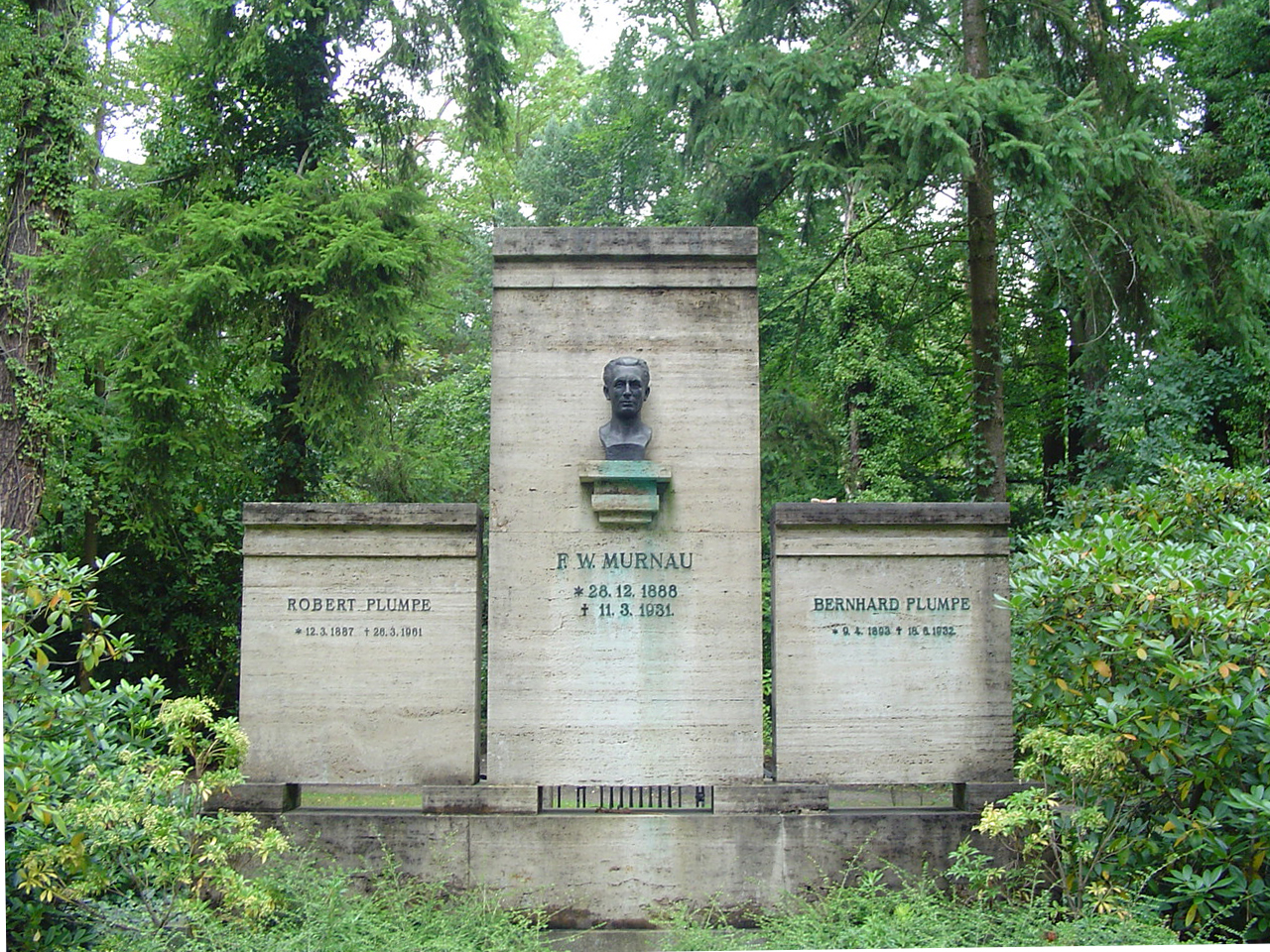
Grabmal mit Büste von Ludwig Manzel auf dem Südwestkirchhof Stahnsdorf

Murnaus Erfolge in Deutschland und vor allem die amerikanische Fassung von Der letzte Mann im Jahre 1925 hatten Hollywood auf ihn aufmerksam gemacht. Murnau erhielt ein Vertragsangebot des amerikanischen Produzenten William Fox, der ihm volle künstlerische Freiheit zusicherte. Sein erster in den USA inszenierter Film Sunrise nach der Erzählung Die Reise nach Tilsit von Hermann Sudermann gewann bei der allerersten Oscarverleihung 1929 drei Oscars, erfüllte jedoch die kommerziellen Erwartungen nicht ganz. Aus diesem Grunde und wegen der immer schwieriger werdenden wirtschaftlichen Situation der Firma Fox und der Lage in Hollywood an der Schwelle zum Tonfilm musste Murnau bei seinen folgenden Filmen zunehmend Eingriffe in sein künstlerisches Konzept hinnehmen; beim Film City Girl wurde er sogar als Regisseur abgelöst und ohne seinen Einfluss wurde nachträglich eine Tonfassung hergestellt.
Von den Zwängen Hollywoods enttäuscht, kündigte Murnau 1929 den Vertrag mit Fox. Nach einem ergebnislosen Versuch, wieder in Berlin mit der UFA ins Geschäft zu kommen, kaufte er eine Segelyacht, fest entschlossen, seinen nächsten Film allein nach seinen eigenen Vorstellungen zu realisieren, und fuhr nach Tahiti, um dort mit dem Regisseur und Dokumentarfilmer Robert J. Flaherty den Film Tabu zu drehen. Während der Dreharbeiten gab es erhebliche Schwierigkeiten mit der die Drehkosten finanzierenden Filmmaterial-Firma. Schließlich trennte sich Murnau von Flaherty, der stärkere Dokumentarfilmambitionen hatte, und produzierte den Film auf eigene Kosten. Der auf der Insel Bora Bora ausschließlich mit einheimischen Laiendarstellern gedrehte Film wurde zu einer stilbildenden Mischung aus Dokumentation und Melodram. Der Vertrieb des von Murnau selbst finanzierten Films, für den er sein gesamtes Vermögen aufgewendet und sich hoch verschuldet hatte, wurde von der Firma Paramount übernommen, die von dem Film so beeindruckt war, dass sie Murnau einen Zehnjahresvertrag anbot.

### Tod
Die Premiere von Tabu am 18. März 1931 erlebte Murnau nicht mehr. Am 11. März 1931, kurz vor einer geplanten Promotion-Tour durch Europa, ließ Murnau auf der Küstenstraße südöstlich von Santa Barbara (Kalifornien) seinen Diener, den ca. 31-jährigen Filipino Garcia Stevenson, an das Steuer seines Mietwagens. Dieser verlor infolge überhöhter Geschwindigkeit die Gewalt über das Fahrzeug, das eine zehn Meter tiefe Böschung hinabstürzte, wobei Murnau mit dem Hinterkopf gegen einen Leitungsmast geschleudert wurde. Während die übrigen Insassen des Fahrzeugs – neben Stevenson noch der eigentliche Chauffeur sowie Murnaus Schäferhund – nahezu unverletzt blieben, starb Murnau in der folgenden Nacht im Krankenhaus. Nur elf Personen nahmen an seiner Trauerfeier am 19. März teil, darunter Greta Garbo.

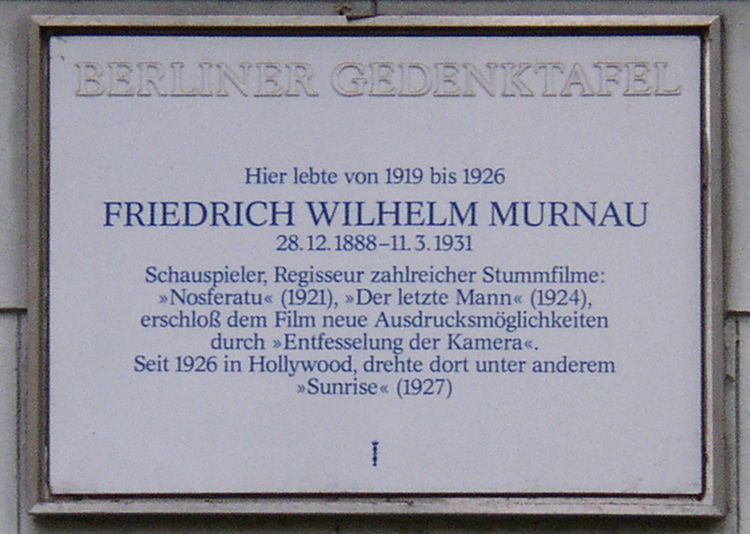
Berliner Gedenktafel in Berlin-Grunewald

Sein Leichnam wurde nach Deutschland überführt und auf dem Südwestkirchhof Stahnsdorf beigesetzt. Carl Mayer und der Regisseur Fritz Lang hielten die Grabreden. Unter den Trauergästen waren unter anderem Robert J. Flaherty, Emil Jannings, Erich Pommer und Georg Wilhelm Pabst. Seinen Grabstein gestaltete Karl Ludwig Manzel. Das Grab befindet sich im Block Schöneberg, Feld 3a, Erbbegräbnis 5. Es ist als Ehrengrab der Stadt Berlin gewidmet. Im Juli 2015 wurde das Grab von Grabräubern geöffnet und der einbalsamierte Kopf Murnaus entwendet. Der Schauspieler Gerd J. Pohl lobte daraufhin eine Belohnung aus, der Kopf blieb aber bislang verschollen.

## Rezeption in heutiger Kunst
- Im historisch unwahren Horrorfilm Shadow of the Vampire wird Murnau durch John Malkovich als rücksichtsloser und diktatorischer Filmemacher dargestellt.
- In seinem Roman Murnaus Vermächtnis webt der Autor D. B. Blettenberg Lebensstationen und Filme Murnaus in die Handlung ein.[6]
- In der Reihe SOKO Wismar (Episode 5/16) – Schlechte Zeiten für Vampire hat der Fall seine Wurzeln rund um Murnau bei den Dreharbeiten zum Film Nosferatu – Eine Symphonie des Grauens im Jahr 1921 in Wismar.[7]
- F.W.M. Symphonie – Kurzfilm von Thomas Hörl über den gestohlenen Kopf aus der Familiengruft.[8]

Erinnerung
Das MuMa-Forum – Museum für Filmkunst und Filmtechnik in Bielefeld ist Murnau und Joseph Massolle gewidmet.

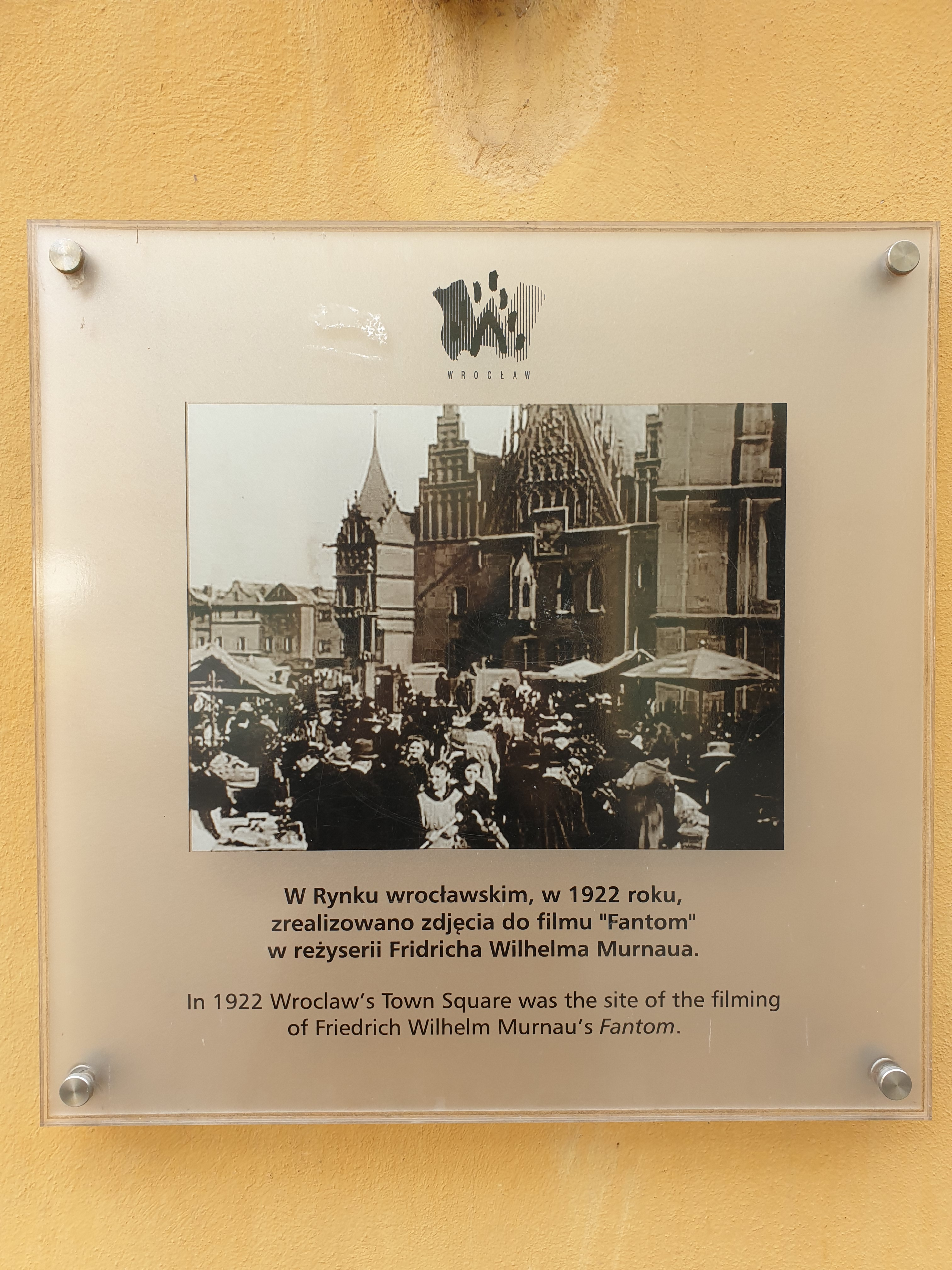
Erinnerungstafel Dreharbeiten zum Film "Phantom" von F.W. Murnau auf dem Marktplatz Wrocław

## Filmografie
- 1917: Teufelsmädel[10] – verschollen
- 1919: Der Knabe in Blau – verschollen
- 1920: Satanas – Fragment
- 1920: Der Bucklige und die Tänzerin – verschollen
- 1920: Der Januskopf – verschollen
- 1920: Abend – Nacht – Morgen – verschollen
- 1921: Der Gang in die Nacht
- 1921: Marizza, genannt die Schmugglermadonna – Fragment (ca. 13 Minuten sind erhalten[11])
- 1921: Schloß Vogelöd
- 1921: Sehnsucht – verschollen
- 1922: Der brennende Acker
- 1922: Nosferatu – Eine Symphonie des Grauens
- 1922: Phantom
- 1923: Die Austreibung – verschollen
- 1924: Die Finanzen des Großherzogs
- 1924: Der letzte Mann
- 1925: Tartüff
- 1926: Faust – eine deutsche Volkssage
- 1927: Sonnenaufgang – Lied von zwei Menschen (Sunrise – A Song of Two Humans)
- 1928: Vier Teufel (4 Devils) – verschollen
- 1930: Unser täglich Brot (City Girl)
- 1931: Tabu

## Auszeichnungen

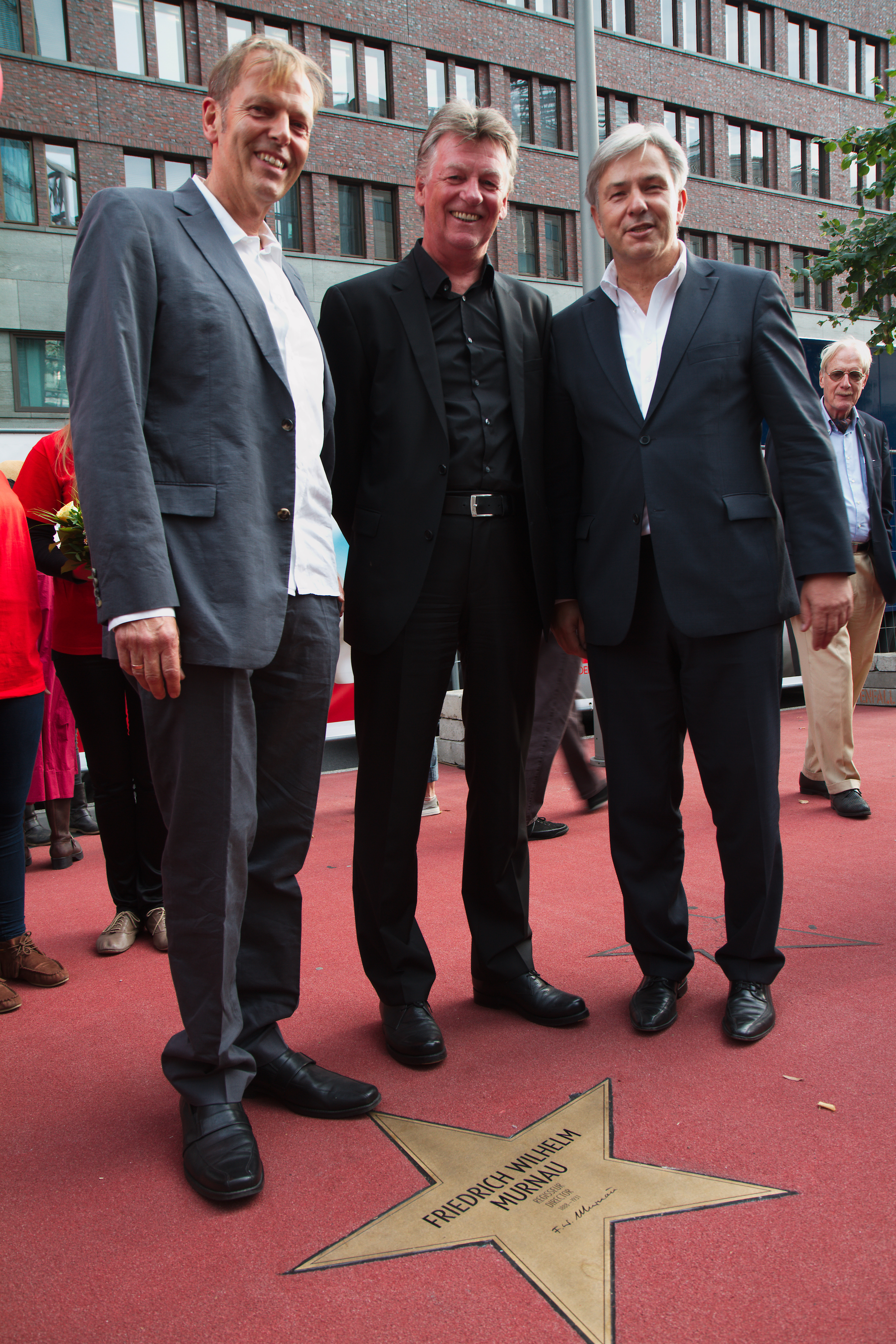
Einweihung von Murnaus Stern auf dem Boulevard der Stars in Berlin mit Thomas Dieckmann (Enkel von Murnau), Ernst Szebedits (Vorstand der Murnau Stiftung) und Bürgermeister Wowereit (2012)

- Bei den Internationalen Filmfestspielen von Berlin im Jahre 2003 erhielt Murnau posthum eine Auszeichnung für sein filmisches Wirken, nachdem sein Werk dort eine ausführliche Retrospektive erfahren hatte.
- Im Jahre 2012 wurde Murnau mit einem Stern auf dem Boulevard der Stars ausgezeichnet.
- 2016/2017 wurde im Lenbachhaus in München die Ausstellung Friedrich Wilhelm Murnau. Eine Hommage gezeigt.[12][13]

## Ausstellungen
- 2022/2023: Phantome der Nacht. 100 Jahre Nosferatu. Sammlung Scharf-Gerstenberg, Berlin[14]